# 女牛鉱山
女牛鉱山（めうしこうざん）は、岩手県紫波郡紫波町赤沢字女牛と同町船久保字一本木に跨り存在した金・タングステンの鉱山。

## 概要
本鉱山のある赤沢地区は、平安時代後期に奥州藤原氏を支えた古い産金地で、その有力一門の樋爪藤原氏の影響下で砂金採集が行われていたものと思われる。
天正年間（1573年－1592年）には長岡城主の家臣・及川氏が本鉱山を一族で盛大に採掘したとされ、その後も延宝5年（1677年）と享保11年（1726年）にも旧坑の再開発が行われた。
明治24年（1891年）から同26年（1893年）にかけて荒廃していた本鉱山の第二女牛鉱床付近（赤沢字女牛）に試掘申請があり、その後所有者は二転三転したが昭和7年（1932年）に取得した長谷川広蔵の時代に富鉱部が発見された。第二次世界大戦が勃発すると、金鉱山整備令によって他の金山が閉山に追い込まれるなか、本鉱山は採掘金属を砲弾などに用いられるタングステンに切り替えて採掘を続けた。しかし終戦とともに採掘を終了し、戦後の一時期再開したが採掘経費の増大などが理由で昭和49年（1974年）に閉山した。
鉱床は熱水性含金・タングステン石英脈で、オルドビス紀からシルル紀の粘板岩、石灰岩中に胚胎した元山・蓬来鉱床（船久保字一本木）と、下部白亜紀の粘板岩中に胚胎した第二女牛鉱床があり、金品位は8～15g/tを記録している。